# Mordowia

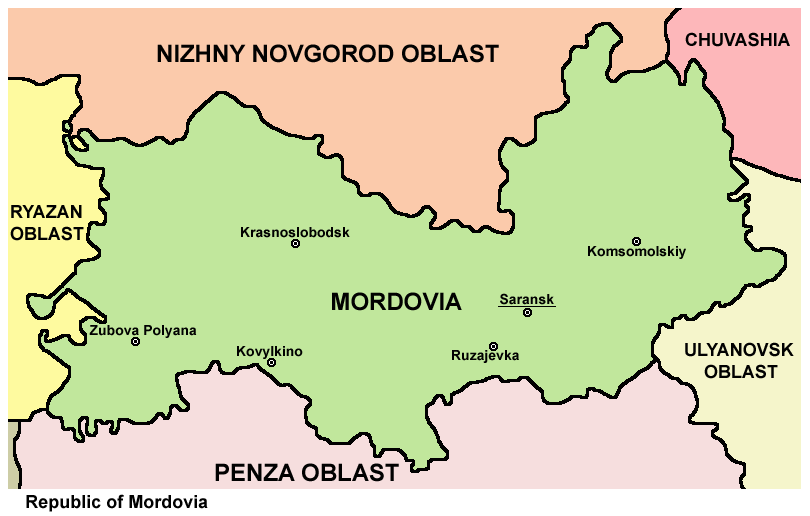

Mordowia, Republika Mordowii (ros. Республика Мордовия, mordw. Мордовия Республикась), dawniej: Mordwa – republika położona w europejskiej części Federacji Rosyjskiej.

## Geografia
Mordowia położona jest we wschodniej części Niziny Wschodnioeuropejskiej. Zachodnie obszary republiki znajdują się w obrębie Niziny Ocko-Dońskiej. Części środkowa i wschodnia położone są w obrębie Wyżyny Nadwołżańskiej.
Mordowia graniczy na północy z obwodem niżnonowogrodzkim, na północnym wschodzie – z Czuwaszją, na wschodzie – z obwodem uljanowskim, na południu – z obwodem penzeńskim i na zachodzie – z obwodem riazańskim.

### Strefa czasowa
Mordowia należy do moskiewskiej strefy czasowej (MSK). UTC +3:00 przez cały rok. Wcześniej, przed 27 marca 2011 roku, obowiązywał czas standardowy (zimowy) strefy UTC+3:00, a czas letni – UTC+4:00.

## Demografia
Według rosyjskiego spisu ludności z 2010 roku narody mordwińskie stanowią w republice 40% ludności, co stanowi najwyższy odsetek od II połowy XIX wieku. Liczebność przedstawicieli grupy Erzja, którzy zamieszkują głównie na wschodzie Mordowii, wynosi 160 tysięcy osób. Przedstawiciele grupy Moksza zamieszkują na zachodzie republiki w liczbie około 180 tysięcy osób. Języki moksza i erzja, czasami uważane za dialekty języka mordwińskiego, są ze sobą spokrewnione, aczkolwiek występują między nimi wyraźne różnice zarówno w fonetyce, jak i słownictwie. Większość ludności stanowią Rosjanie (53%), a język rosyjski jest językiem codziennej komunikacji. Oprócz tego republikę zamieszkuje duża grupa Tatarów, którzy stanowią 5% ludności. Obecni są ponadto m.in. Czuwasze i Ukraińcy.
Należy zauważyć, że obecnie tylko jedna trzecia Mordwinów zamieszkuje w granicach Republiki Mordowia. Pozostali są rozproszeni na wielkim obszarze, obejmującym obwody samarski, penzeński, orenburski i niżnonowogrodzki oraz republikę Tatarstan. Na skutek stalinowskiej polityki deportacyjnej duża ich część znalazła się także w Azji Środkowej i na Syberii, jednak w ciągu ostatnich lat widoczny staje się znaczny przyrost naturalny wśród Mordwinów i duży spadek ludności rosyjskiej

## Miasta i osiedla typu miejskiego
Miasta i największe osiedla typu miejskiego (stan na 1 stycznia 2005)
| Nazwa            | Nazwa rosyjska | Liczba mieszkańców |
| ---------------- | -------------- | ------------------ |
| Sarańsk1)        | Саранск        | 299.154            |
| Ruzajewka1)      | Рузаевка       | 48.973             |
| Kowyłkino1)      | Ковылкино      | 21.448             |
| Komsomolskij3)   | Комсомольский  | 14.051             |
| Krasnosłobodsk2) | Краснослободск | 10.645             |
| Zubowa Polana3)  | Зубова Поляна  | 10.332             |
| Czamzinka3)      | Чамзинка       | 9.842              |
| Romodanowo3)     | Ромоданово     | 9.737              |
| Ardatow2)        | Ардатов        | 9.507              |
| Torbiejewo3)     | Торбеево       | 9.247              |
| Łuchowka3)       | Луховка        | 9.075              |
| Insar2)          | Инсар          | 8.885              |
| Tiemnikow2)      | Темников       | 7.943              |
| Jawas3)          | Явас           | 7.848              |
| Atiaszewo3)      | Атяшево        | 6.140              |
| Jałga3)          | Ялга           | 5.179              |
| Turgieniewo3)    | Тургенево      | 5.174              |
| Nikołajewka3)    | Николаевка     | 5.137              |
| Kadoszkino3)     | Кадошкино      | 4.812              |
| Potma3)          | Потьма         | 4.344              |
| Umiot3)          | Умёт           | 2.926              |

1) miasta o znaczeniu dla jednostki administracyjnej

2) miasta o znaczeniu dla rejonu

3) osiedle typu miejskiego

## Podział administracyjny Mordowii

Administracyjny podział Mordowii

źródło

### Rejony
1. Rejon ardatowski
2. Rejon atiaszewski
3. Rejon atiurjewski
4. Rejon bolszebierieznikowski
5. Rejon bolszeignatowski
6. Rejon czamziński
7. Rejon dubioński
8. Rejon iczałkowski
9. Rejon insarski
10. Rejon jelnikowski
11. Rejon kadoszkiński
12. Rejon koczkurowski
13. Rejon kowyłkiński
14. Rejon krasnosłobodski
15. Rejon lambirski
16. Rejon romodanowski
17. Rejon ruzajewski
18. Rejon staroszajgowski
19. Rejon tiemnikowski
20. Rejon tieńguszewski
21. Rejon torbiejewski
22. Rejon zubowopolański

### Okręgi miejskie
Sarańsk

## Historia
Autochtoniczni mieszkańcy republiki należą do rodziny ludów ugrofińskich. Trudno jest mówić o jednej narodowości mordwińskiej. Zamieszkałe na terenie dzisiejszej Mordowii plemiona ugrofińskie rozdzieliły się na dwie dosyć wyraźnie różniące się od siebie grupy etniczne: Moksza (której przedstawiciele osiedlali się na południowo-zachodnim obszarze międzyrzecza Sury, Wołgi i Oki) oraz Erzja (którzy osiedlali się zwłaszcza na północno-wschodnich obszarach dzisiejszej republiki). Pierwsze pisemne wzmianki o Mordwinach pochodzą już z VI wieku n.e. Na początku II tysiąclecia n.e. zaczęły powstawać pierwsze mordwińskie organizmy państwowe (nad rzeką Moksza i górną Surą dla ludu Moksza oraz w międzyrzeczu Oki i Sury dla ludu Erzja). Ziemie, na których zamieszkiwali Mordwini nie były etnicznie jednorodne. Zamieszkiwały na nich także znaczne grupy ludności słowiańskiej, której osadnictwo datuje się na II połowę I tysiąclecia n.e. oraz Tatarzy. Na okres IX-XII wieku datuje się rozwój zależności feudalnych wśród mordwińskich plemion. W XIII wieku następują najazdy mongolsko-tatarskie, które powodują znaczące migracje Mordwinów oraz burzą stabilność ich bytu państwowego. Pod koniec XIV wieku mordwińskie ziemie stopniowo zaczęły być włączane w skład Wielkiego Księstwa Moskiewskiego. Książęta mordwińscy, którzy stali się wasalami władców Moskwy szybko utracili względną niezależność, a mordwińskie plemiona zaczęły rozpraszać się na coraz większym obszarze kraju. Mordwini, których religia początkowo opierała się na kulcie sił przyrody, zaczęli przyjmować prawosławie i stali się ludnością rolniczą.
Rewolucja październikowa przyniosła szereg zmian na obszarach dzisiejszej Mordowii. Na początku lat 20. XX wieku brutalne rekwizycje żywności oraz terror rewolucyjny przyniósł głód i w konsekwencji śmierć kilkudziesięciu tysięcy mieszkańców tych ziem. W 1928 powstał Okręg Mordowski w składzie Kraju Środkowowołżańskiego. 10 stycznia 1930 utworzono Mordwiński Obwód Autonomiczny, przekształcony 20 grudnia 1934 w Mordwińską ASRR. Posiadanie własnego państwa nie przyczyniło się jednak do rozwoju mordwińskich narodowości, między innymi ze względu na ogromne straty, jakie poniosły one w wyniki stalinowskich represji lat trzydziestych, kiedy w inne rejony Związku Radzieckiego deportowano, jak się szacuje, około 300 tys. osób, a władza jawnie występowała przeciwko jakimkolwiek przejawom narodowych ruchów kulturalnych. W rezultacie większość Mordwinów znalazła się poza terytorium republiki, a zataczający szerokie kręgi proces asymilacji doprowadził do zmniejszenia rangi miejscowych języków, które w codziennej komunikacji coraz wyraźniej zaczął zastępować rosyjski. W latach 60. XX w. na terenie Mordowii istniało 19 obozów pracy przymusowej (m.in. obóz nr 1, gdzie przetrzymywano ok. 600 osób). W 1990 Mordwińska ASRR została przemianowana na Mordwińską SRR. 22 grudnia 1991 odbyły się wybory prezydenta Mordowii, które wygrał Wasilij Gusliannikow, fizyk z wykształcenia, przewodniczący regionalnego oddziału partii Demokratyczna Rosja. W 1993 Rada Najwyższa Mordowii zlikwidowała stanowisko prezydenta republiki, w związku z czym Gusliannikow został odsunięty od władzy. Wkrótce jednak złożył on w Sądzie Konstytucyjnym Rosji odwołanie od decyzji Rady Najwyższej, który uznał ją jednakże za zgodną z Konstytucją Rosji. 25 stycznia 1994 powstała Republika Mordowia, jeden z podmiotów Federacji Rosyjskiej. 21 września 1995 roku Zgromadzenie Konstytucyjne przyjęło Konstytucję Republiki Mordowia oraz wybrało Nikołaja Mierkuszkina na analogiczne do prezydenckiego stanowisko Głowy Republiki. Później zwyciężył on dwukrotnie w ogólnonarodowych wyborach na stanowisko Głowy Republiki Mordwińskiej, które odbyły się 15 lutego 1998 oraz w 2003. 10 listopada 2005 Zgromadzenie Narodowe Mordowii przeprowadziło wybory prezydenta według nowego systemu. Mierkuszkin został przedstawiony Zgromadzeniu do akceptacji przez Siergieja Kirienkę, przedstawiciela prezydenta Władimira Putina w Nadwołżańskim Okręgu Federalnym. Za kandydaturą opowiedziało się 44 z 47 posłów mordwińskiego parlamentu (34 z Jednej Rosji i 10 z Agrarnej Partii Rosji).

## Tablice rejestracyjne
Tablice pojazdów zarejestrowanych w Mordowii mają oznaczenie 13 w prawym górnym rogu nad flagą Rosji i literami RUS.